# فريق نوكر
فريق نوكر تأسس في عام 1985 لاستعمال تلسكوب هابل الفضائي، للتصوير بدرجة وضوحه العالية ولتحرّي التركيبِ المركزيِ وديناميكا المجرات. يَستعمل الفريقُ منظار الفضاء لفحص الثقوب المظلمة الهائلة جداً (الثقوب السوداء) وإيجاد العلاقة بين كتلة ثقب أسود مركزي وسرعة تفرق مجرة.الفريق يُواصل إجراء البحث ونشر الصُحُف عن الثقوب السوداء الهائلة جداً للمجرات والعناقيد. أنشأ تود آر. لاور هذه المجموعة في بداية الأمر، حيث كان باحثاً في السنة الأولى ضمن مرحلة ما بعد الدكتوراه. وانتخبت ساندرا فيبر كقائدٍ للفريق خلال الاجتماع الأول للمجموعة، والذي عُقد في جامعة برنستون في شهر حزيران من عام 1985.

## الأعضاء
يتضمن الأعضاء الأصليون لفريق نوكر ألن دريسلر، ساندرا فايبر، جون كورميندي (تكساس)، دوغلاس ريتش ستون، وسكوت تريمين. الإضافات التالية إلى الفريق تتضمّن رالف بندر، كارل جيبهاردت (تكساس)، ريتشارد جرين، كيهان جولتيكان (مشيغان)، جون ماجوريان (أكسفورد)، جيسن بينكني (أوهايو الشمالية)، وكرستوس سايوبيس (مشيغان).

## أصل الكلمة
الاسم نوكر "Nuker" بدأ كإشارة داخلية شكلية من قِبل أعضاء الفريق إلى بعضهم البعض، لأنهم جاؤوا سوية لدراسة نوى المجرات مستعملين منظار الفضاء.الاستعمال الأول للاسمِ كان في عام 1989 كبريد إلكتروني من فايبر، الذي خاطب زملائه الخمسة بصفة «الغالي نوكر» كما بدأ الفريق بنشر بحثِه، أصبح الاسم حاضراًإلى الاستعمالِ العام في الجالية العلمية.

## وصلات خارجية
- منشورات وأبحاث فريق نوكر المرجعية نسخة محفوظة 3 مارس 2016 على موقع واي باك مشين.